# Necdet Üruğ
Mustafa Necdet Üruğ (Estambul, 1 de enero de 1921-Estambul, 18 de abril de 2021) fue un militar y general turco y sobrino de Faruk Gürler. 
Fue comandante del Primer Ejército de Turquía (1978-1981) durante el golpe militar de 1980. Después del golpe  fue comandante del Ejército turco (1983), y Jefe de la Plana Mayor de Turquía (1983-1987), así como secretario general del Consejo Presidencial (desde 1983).
Falleció el 18 de abril de 2021 a la edad de 100 años en Estambul, de complicaciones de COVID-19 durante la pandemia en Turquía.